# ماجراهای راکی و بولوینکل
ماجراهای راکی و بولوینکل (به انگلیسی: The Adventures of Rocky and Bullwinkle) انیمیشن است محصول سال ۲۰۰۰ و به کارگردانی دس مک‌آنوف است. در این انیمیشن بازیگرانی همچون جون فوری، کیت اسکات، پیپر پرابو، رنه روسو، جیسن الکساندر، رندی کواید، رابرت دنیرو، پجت بروستر، جانین گاروفالو، کارل راینر، جاناتان وینترز، جان گودمن، جان براندن، کینن تامسون، کل میچل، جیمز ریبهورن، دیوید آلن گرایر، دان نوولو، جاون پالیتو، فیلیپ پراکتر گویندگی کرده‌اند.

## داستان
سنجابی به نام راکی و یک گوزن به نام بولوینکل زندگی غمگینی را از زمان لغو برنامه تلویزیونی‌شان در سال ۱۹۶۴ سپری می‌کنند. شهر کارتونی آن‌ها، فراستبایت فالز، اکنون از درختان خالی شده، راکی دیگر نمی‌تواند پرواز کند.  
در همین حال، دشمنان دیرینه آن‌ها - فییرلس لیدر، بوریس بادنوف و ناتاشا فاتاله - پس از پایان جنگ سرد، قدرت خود را در پاتس‌لوانیا از دست داده‌اند. آن‌ها با حفر تونلی به یک استودیوی فیلمسازی در هالیوود فرار می‌کنند و مینی موگل، مدیر اجرایی استودیو را فریب می‌دهند تا حقوق سریالشان را امضا کند و ساخت یک فیلم سینمایی را تأیید کند. این کار آن‌ها را از دنیای انیمیشن خارج کرده و به شخصیت‌های لایو-اکشن تبدیل می‌کند.  
شش ماه بعد، فییرلس لیدر و همراهانش شبکه تلویزیونی «آر‌بی‌تی‌وی» (مخفف «تلویزیون واقعاً بد») را در نیویورک تأسیس می‌کنند. این شبکه کابلی برنامه‌هایی پخش می‌کند که با شست‌وشوی مغزی مخاطبان آمریکایی، آن‌ها را وادار می‌کند تا در انتخابات بعدی، فییرلس لیدر را به عنوان رئیس‌جمهور ایالات متحده انتخاب کنند.  
کاپی فون تراپمنت، مدیر اف‌بی‌آی، مأمور تازه‌کارش کارن سیمپاتی را مأمور می‌کند تا راکی و بولوینکل را برای متوقف کردن پخش برنامه‌های آر‌بی‌تی‌وی استخدام کند. کارن به یک فانوس‌ دریایی مخصوص تولید فیلم در لس‌آنجلس سفر می‌کند و راکی، بولوینکل و راوی را به دنیای واقعی فرا می‌خواند.  